# Франкенштајнов син
Франкенштајнов син (енгл. Son of Frankenstein) амерички је хорор филм из 1939. године, режисера Роуланда Лија, инспирисан романом списатељице Мери Шели, Франкенштајн или модерни Прометеј, са Бејзилом Ратбоном, Борисом Карлофом и Белом Лугосијем у главним улогама. Представља наставак филма Франкенштајнова невеста (1935) и трећи део серијала Франкенштајн продукцијске куће Јуниверзал пикчерс. Радња прати сина доктора Хенрија Франкенштајна, који покушава да оживи чудовиште свог оца и збаци љагу са његовог имена.
Филм је оригинално најављен у августу 1938, након успеха са поновним приказивањем Дракуле (1931) и Франкенштајна (1931). Вилис Купер је написао сценарио који је претрепао бројне измене у фази претпродукције. Првобитна верзија имала је много више повезаности са Франкенштајновом невестом и поједини ликови били су другачије осмишљени. Редитељ Роуланд Ли имао је на располагању буџет од 300 хиљада долара и 27 дана да сними филм. Међутим, због лошег времена буџет је морао бити повећан на 420 хиљада $, а снимање је неколико пута одлагано, да би коначно било завршено 5. јануара 1939. Премијера је била 13. јануара 1939.
Франкенптајнов син је добио углавном позитивне оцене критичара и остварио комерцијални успех. Године 2017. филм је добио Награду Сатурн као део ДВД колекције Франкенштајн — комплетно наслеђе. Нови наставак снимљен је 1942, под насловом Франкенштајнов дух.

## Радња
Барон Волф вон Франкенштајн, син доктора Хенрија Франкенштајна, враћа се са женом и сином у породични замак. На његово изненађење, одмах по доласку, суочава се са бесом и мржњом грађана који памте убиства које је починило чудовиште његовог оца. У рушевинама Франкенштајнове лабораторије, Волф проналази остатке чудовишта и одлучује да покуша да га врати у живот, како би свима показао да је његов отац био у праву.

## Улоге
| Глумац            | Улога                          |
| ----------------- | ------------------------------ |
| Бејзил Ратбон     | барон Волф вон Франкенштајн    |
| Борис Карлоф      | Франкенштајново чудовиште      |
| Бела Лугоси       | Игор                           |
| Лајонел Атвил     | инсепктор Крог                 |
| Џозефина Хачинсон | баронеса Елса вон Франкенштајн |
| Дони Данаган      | Питер вон Франктенштајн        |
| Ема Дан           | Амелија                        |
| Едгар Нортон      | Томас Бенсон                   |
| Пери Ивинс        | Фриц                           |
| Лоренс Грант      | бургомастер                    |
| Мајкл Марк        | Евалд Нумилер                  |
| Лајонел Белмор    | Емил Ланг                      |
| Керолајн Кук      | фрау Нумилер                   |
| Ворд Бонд         | жандарм на капији              |
| Хари Кординг      | брадати жандарм                |